# Mount Alexander (Antarktika)
Mount Alexander ist bis zu 595 m hoher Berg mit mehreren Gipfeln, der an der Südküste der antarktischen Joinville-Insel eine felsige Halbinsel formt, welche die Gibson Bay von der Haddon Bay trennt.
Die kliffartigen Ausläufer der Halbinsel wurden am 8. Januar 1893 von Kapitän Thomas Robertson (1854–1918), Schiffsführer des Walfängers Active bei der Dundee Whaling Expedition (1892–1893), gesichtet und als Kap Alexander benannt. Das UK Antarctic Place-Names Committee änderte die Benennung im Jahr 1956 in die heutige Form nach Vermessungen des Falkland Islands Dependencies Survey von 1953 bis 1954, welche die wahre Natur des Objekts enthüllten.